# Rhacochelifer euboicus
Espèce
Rhacochelifer euboicus est une espèce de pseudoscorpions de la famille des Cheliferidae.

## Distribution
Cette espèce est endémique d'Eubée en Grèce. Elle se rencontre vers Dirphys.

## Description
Le mâle holotype mesure 1,7 mm.

## Étymologie
Son nom d'espèce lui a été donné en référence au lieu de sa découverte, l'Eubée.

## Publication originale
- Mahnert, 1977 : Über einige Atemnidae und Cheliferidae Griechenlands (Pseudoscorpiones). Mitteilungen der Schweizerischen Entomologischen Gesellschaft, vol. 50, p. 67-74.